# Us Heit Dubbel Tarwe Bier
Het Us Heit Dubbel Tarwe Bier wordt sinds 1991 gebrouwen door de in Bolsward (destijds Sneek) gevestigde Friese Bierbrouwerij. Het is enkel verkrijgbaar in een fles van 750ml, of een fust van 30 liter, en wordt verkocht bij een groot deel van de Friese supermarkten en slijterijen. 
Oorspronkelijk had dit bier een alcoholpercentage van 6,0%, maar dit is in tussentijd opgehoogd naar 8,0%. De smaak komt het beste tot recht als het ingeschonken wordt bij een temperatuur van 7 tot 9° Celsius. 
De naam Us Heit is afkomstig van Graaf Willem Lodewijk (1560-1620), de eerste stadhouder van Friesland. Hij wordt in de volksmond nog steeds gezien als vader aller Friezen (Us Heit), en in 1906 werd hij dan ook met een gelijknamig standbeeld in Leeuwarden vereerd.